# Lanzas de Schöningen

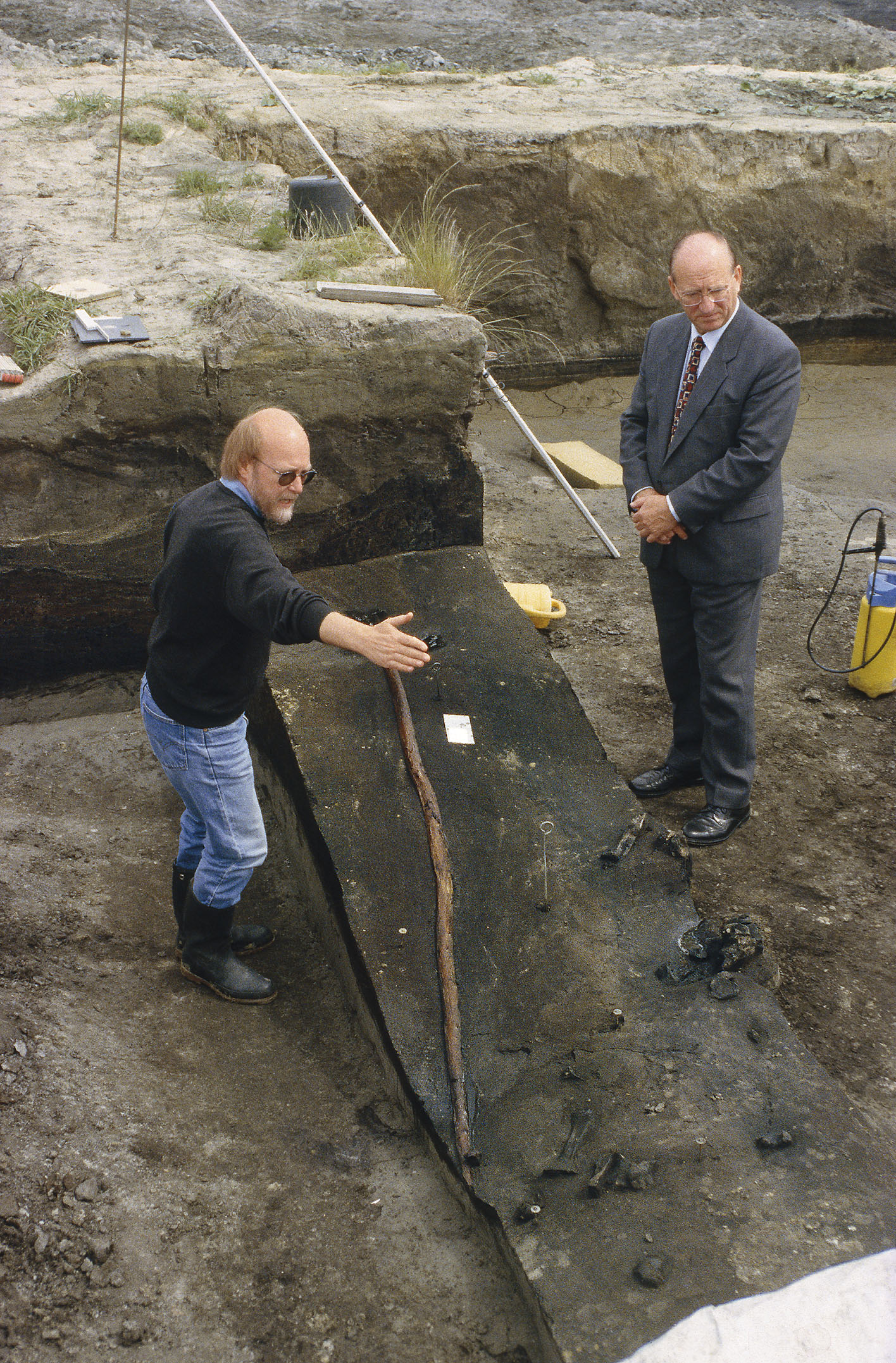
La lanza VI todavía en el yacimiento.

Las lanzas de Schöningen (en alemán Schöninger Speere) son una colección de ocho lanzas de madera, recogidas entre 1995 y 1998 en una zona minera en Schöningen, Alemania. En términos arqueológicos, estas lanzas son los ejemplos conocidos más antiguos de armas fabricadas por miembros del género Homo. El conjunto incluye varias lanzas arrojadizas y otra más larga y gruesa.
Las lanzas tienen en torno a los 300 000 años y están relacionadas con restos de mamíferos cazados. Teniendo en cuenta la datación, debieron ser utilizadas por Homo heidelbergensis, especie de Homo que vivió durante el Paleolítico inferior.